# بو ديدلي
إيلاس مكدانيل (بالإنجليزية: Ellas McDaniel) (مواليد 30 ديسمبر 1928 - وفيات 2 يونيو 2008)، والمعروف باسم Bo Diddley، كان مغني وعازف غيتار وكاتب أغاني ومنتج موسيقى أمريكي لعب دورًا رئيسيًا في الانتقال من البلوز إلى الروك آند رول. أثر على العديد من الفنانين، بما في ذلك بودي هولي، وإلفيس بريسلي، والبيتلز، ورولينغ ستونز، وذي انيميلس، وذا كلاش.

## روابط خارجية
- بو ديدلي على موقع IMDb (الإنجليزية)
- بو ديدلي على موقع الموسوعة البريطانية (الإنجليزية)
- بو ديدلي على موقع ميوزك برينز (الإنجليزية)
- بو ديدلي على موقع رولينغ ستون (الإنجليزية)
- بو ديدلي على موقع قاعدة بيانات برودواي على الإنترنت (الإنجليزية)
- بو ديدلي على موقع قاعدة بيانات برودواي على الإنترنت (الإنجليزية)
- بو ديدلي على موقع إن إن دي بي (الإنجليزية)
- بو ديدلي على موقع أول ميوزيك (الإنجليزية)
- بو ديدلي على موقع أول ميوزيك (الإنجليزية)
- بو ديدلي على موقع ديسكوغز (الإنجليزية)
- بو ديدلي على موقع ديسكوغز (الإنجليزية)